# Região Geográfica Imediata de Juína

Localização da Região Imediata de Juína no Estado de Mato Grosso.

A Região Geográfica Imediata de Juína é uma das 18 regiões imediatas de Mato Grosso, pertence a Região Geográfica Intermediária de Sinop. Esta dividida em 7 municípios. Tem uma população de 143.207 pessoas segundo a estimativa do IBGE de 2017. E uma área territorial de 108.024,464 km². Esta é uma divisão regional não sendo uma divisão política.
A Região Geográfica Imediata de Juína foi criada em 2017 pelo IBGE.

## Municípios
| Fonte | Código do Município | Município   | População 2017 | Área territorial km² |
| ----- | ------------------- | ----------- | -------------- | -------------------- |
| [ 1 ] | 5101407             | Aripuanã    | 21.357         | 25.107,968           |
| [ 2 ] | 5102850             | Castanheira | 8.454          | 3.909,537            |
| [ 3 ] | 5103254             | Colniza     | 36.161         | 27.946,126           |
| [ 4 ] | 5103379             | Cotriguaçu  | 18.689         | 9.421,076            |
| [ 5 ] | 5105150             | Juína       | 39.779         | 26.189,919           |
| [ 6 ] | 5105176             | Juruena     | 14.913         | 2.778,986            |
| [ 7 ] | 5107578             | Rondolândia | 3.854          | 12.670,852           |
|       |                     | TOTAL       | 143.207        | 108.024,464          |

## Municípios por população
| Pos. | Município   | População | %    |
| ---- | ----------- | --------- | ---- |
| 1    | Juína       | 39.779    | 27,8 |
| 2    | Colniza     | 36.161    | 25,2 |
| 3    | Aripuanã    | 21.357    | 14,9 |
| 4    | Cotriguaçu  | 18.689    | 13,0 |
| 5    | Juruena     | 14.913    | 10,5 |
| 6    | Castanheira | 8.454     | 5,9  |
| 7    | Rondolândia | 3.854     | 2,7  |